# Шевченкове (Поліський район)
Шевченкове (до 1920-х р. Юзефин, Юзефівка) — колишнє село в Україні Поліського району Київської області, що знято з обліку у зв'язку з відселенням мешканців унаслідок аварії на ЧАЕС.
Село розміщується за 10 км від колишнього районного центру Поліське (Хабне), і за 25 км від залізничної станції Вільча.

## Історія
Походження первісної назви невідоме. Виникло ймовірно у 1-й пол. XIX ст.
1864 року в селі мешкало 109, 1887 — 140 осіб. 1900 року село мало 45 дворів та населення 192 особи. Селяни займалися землеробством.
У радянський час село підпорядковувалося Рагівській сільській раді Поліського району. 1981 року в селі мешкало близько 250 осіб. У 1989 році населення становило вже 181 особу.
Село було повністю виселене на початку 1990-х років внаслідок сильного радіаційного забруднення 1986 року та офіційно зняте з обліку 1999 року через відсутність населення.
Мешканців села переселили до сіл  Вовчків (Бориспільський район) та Великий Крупіль. 
Після Чорнобильської катастрофи село увійшло до 30-кілометрової зони відчуження.
З лютого по квітень 2022 року село було окуповане російськими військами внаслідок вторгнення 2022 року.